# Rina Dewi Puspitasari
Rina Dewi Puspitasari, född 5 oktober 1985, är en indonesisk bågskytt. Hon deltog vid olympiska sommarspelen 2004.